# Through Fire
I Through Fire, precedentemente noti come Emphatic, sono un gruppo hard rock statunitense, formatosi nel 2004 ad Omaha, Nebraska.

## Storia

### Primi anni eDamage(2004–2012)
I Through the Fire vennero formati nel 2004 da Justin McCain con il nome di Emphatic. Nel 2005, firmarono un contratto con la Universal, ma l'etichetta non pubblicò nessun lavoro del gruppo. Nel 2008, l'EP Goodbye Girl rimase 17 settimane nella Billboard's North West Central Top Heatseekers Chart. La band firmò, quindi, un contratto con la Rock Shop Music Group di Jeff Blue, all'inizio del 2009 e Jeff e Justin cominciarono subito a lavorare a delle canzoni nuove. Dopo aver ricevuto varie offerte di contratto da varie case discografiche, nel dicembre 2009 firmarono con la Atlantic e con la In De Goot Entertainment.
Al momento della firma, il gruppo era formato solo dal chitarrista Justin McCaine e il cantante Patrick Wilson. I due entrarono in studio per registrare il primo album con una major discografica, prodotti da Howard Benson. Durante le registrazioni, Josh Freese suonò le parti di batteria e Paul Bushnell le parti di basso. Finite le registrazioni, gli Emphatic ingaggiarono Lance Dowdle alla chitarra, Dylan Wood alla batteria e Alan Larson al basso. Damage venne pubblicato il 12 luglio 2011.
Al gruppo venne offerto di aprire il The Carnival of Madness Tour in concomitanza con la pubblicazione di "Bounce", come singolo, che raggiunse la 19ª posizione nelle classifiche statunitensi. A causa di una frattura alla laringe di Patrick Wilson il gruppo fu costretto a rinunciare al tour, che rischiò di causare lo scioglimento del gruppo. McCain stava, nel frattempo, progettando una rock-band chiamata The Wreckage, quindi decise di chiedere al cantante Grant Kendrick di sostituire temporaneamente Patrick Wilson. Il gruppo riuscì, perciò, a partecipare al tour, che permise loro di avere nuovi fan e riuscire così a pubblicare il loro secondo singolo "Get Paid", che raggiunse la 30ª posizione nelle classifiche.
Il gruppo si prese una pausa in attesa del ritorno di Wilson e nel frattempo fecero una comparsa nella serie TV Criminal Minds, con il brano "Do I", nella versione Deluxe della colonna sonora di Footloose, con una cover della canzone dei Quiet Riot "Metal Health" e nella WWE con la cover della canzone dei The Corre "End of Days".
Dopo dieci mesi, Wilson ritornò nel gruppo, a cui si aggiunse il batterista Patrick Mussack, consentendo al gruppo di supportare Halestorm e New Medicine in un tour. La stazione radio Octane cominciò a passare il singolo "Put Down The Drink" che raggiunse velocemente nella BIG UNS countdown, rimanendo alla 1ª posizione per quattro settimane. Tuttavia, durante il tour con gli Halestorm, McCain scoprì che l'Atlantic non avrebbe prodotto loro un altro lavoro.
Alla fine del tour, Patrick Wilson lasciò il gruppo per ragioni personali. Lance Dowdle e Alan Larson lasciarono la band poco dopo.

### Another Life(2012–2015)
Justin McCain voleva riformare il gruppo e chiamò Toryn Green alla voce, che era stato precedentemente frontman di Fuel e Apocalyptica. L'attore/musicista Jesse Saint (Scum of the Earth/The Autumn Offering) si unì al gruppo come bassista e Bill Hudson dei Cellador come chitarrista. McCain riuscì ad avere un nuovo contratto con la Capitol e cominciarono a lavorare su nuovo materiale ed entrando in studio all'inizio del 2013.
L'album conta collaborazioni con "Sahaj" Ticotin dell'alternative metal band Ra, Tommy Henriksen, Brian Vodinh dei 10 Years, Bobby Huff, Tobin Esperance (bassista dei Papa Roach), e Johnny Andrews.
Another Life, prodotto da Justin McCain e co-prodotto da Ryan Greene, è stato pubblicato il 22 ottobre 2013. Il singolo "Remember Me", scritto da Justin McCain, Toryn Green e Sahaj, entrò nelle radio il 30 luglio 2013, e venne pubblicato su iTunes il 20 agosto 2013.

### Breathee il cambio di nome (2015-presente)
Il 10 dicembre 2015 Justin McCain annuncia, tramite la pagina Facebook del gruppo, che gli Emphatic hanno cambiato nome in Through the Fire. Nel contempo, annuncia che il gruppo pubblicherà un nuovo album nel 2016. Pochi giorni dopo, il nome viene nuovamente cambiato in Through Fire.
Il 29 gennaio 2016 presentano Stronger, il primo singolo ufficiale pubblicato come Through Fire; annunciano, inoltre, la firma del contratto con la Sumerian Records. Il 1º luglio 2016 viene pubblicato Breathe, il primo album dal cambio di nome. Il 7 aprile 2017 l'album viene pubblicato in versione Deluxe con cinque tracce inedite.

## Discografia

### Album in studio

#### Come Emphatic
- 2005 – Emphatic
- 2011 – Damage
- 2013 – Another Life

#### Come Through Fire
- 2016 – Breathe
- 2019 - All Animal
- 2023 - Devil's Got You Dreamin'

### EP
- 2008 – Goodbye Girl
- 2010 – Riot 10

### Singoli
| Anno | Titolo             | Album di provenienza |
| ---- | ------------------ | -------------------- |
| 2011 | Bounce             | Damage               |
| 2011 | Get Paid           | Damage               |
| 2012 | Put Down the Drink | Damage               |
| 2013 | Remember Me        | Another Life         |
| 2016 | Stronger           |                      |

## Formazione

### Formazione attuale
- Toryn Green – voce (2012–presente)
- Justin McCain – chitarra solista (2004–presente)
- Bill Hudson – chitarra ritmica, tastiere, cori (2012–presente)
- Jesse Saint – basso (2012–presente)
- Patrick Mussack – batteria (2012–presente)

### Ex componenti
- Patrick Wilson - voce (2009-2012)
- Lance Dowdle – chitarra ritmica (2010-2012)
- Alan Larson – basso (2010-2012)
- Dylan Wood - batteria (2010-2012)
- Jeff Fenn – tastiere, sampler (2010-2012)